# ديون بريستيا
ديون بريستيا ولد سنة 12 اكتوبر 1992 هو لاعب كرة قدم محترف يلعب في نادي ريتشموند لكرة القدم في الدوري الأسترالي لكرة القدم .سبق له أن لعب 95 مباراة على مدار ستة مواسم مع جولد كوست صنز ، بعد أن تم تجنيده للنادي في الجولة الأولى من مسودة 2010 وكونه عضوًا في فريق الافتتاحي للنادي في عام 2011. بريستيا هو بطل نادي ريتشموند لمرة واحدة ولاعبة في الدوري الممتاز ثلاث مرات، بعد توليه رئاسة الوزراء في ريتشموند في 2017 و2019 و2020.

## روابط خارجية
1. 1 2  جداول كرة القدم الأسترالية، QID:Q19360207